# Edward Frankland

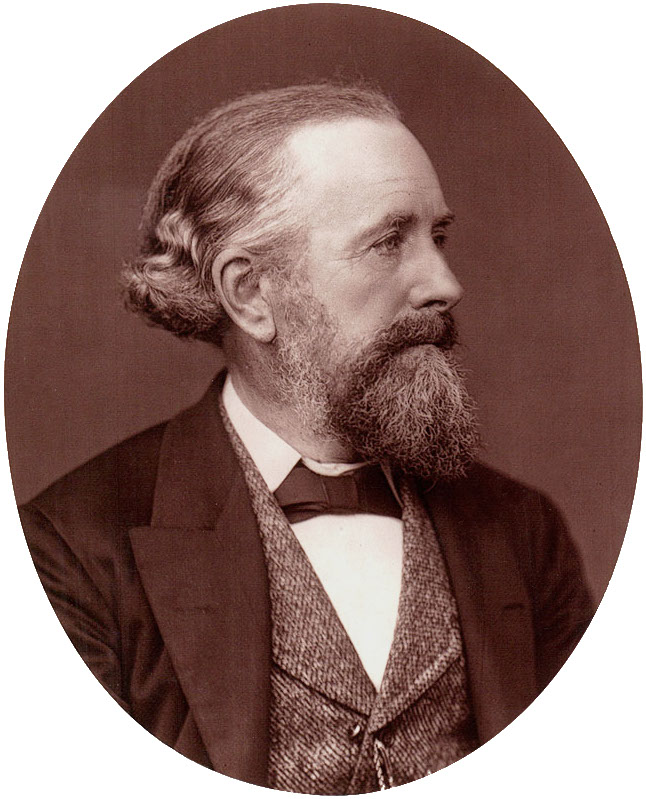
Edward Frankland, um 1870

Sir Edward Frankland (* 18. Januar 1825 in Churchtown bei Lancaster; † 9. August 1899 in Golaa, Gudbrandsdalen, Norwegen) war ein englischer Chemiker.
Frankland synthetisierte metallorganische Verbindungen und führte den Begriff der Sättigungskapazität in die organische Chemie ein. Die Sättigungskapazität war der gedankliche Vorläufer der Valenz.

## Leben und Wirken
Frankland war nach dem Besuch der Lancaster Royal Grammar School (Gymnasium) sechs Jahre lang Apothekergehilfe in seiner Heimatstadt. 1845 ging er nach London und studierte im Museum of Practical Geology Chemie bei Lyon Playfair. Frankland traf dort auf Hermann Kolbe, befreundete sich mit ihm und folgte ihm später nach Marburg, um im Labor von Robert Bunsen zu forschen. In Marburg wurde Frankland im Jahr 1849 mit einer Dissertation Ueber die Isolirung des Radicales Aethyl promoviert. Seine Frau Sophie, geborene Fick (1821–1874), die er im Jahre 1851 heiratete, lernte er in Marburg kennen; sie war eine Schwester von Adolf Fick.
Im Jahr 1851 erhielt Frankland den Lehrstuhl in Chemie am Owen’s-College  in Manchester.
1858 wurde er Vorstand der chemischen Abteilung am St Bartholomew’s Hospital in London.
1863 wurde Frankland Nachfolger von Michael Faraday an der Royal Institution of Great Britain, und 1865 der Nachfolger von August Wilhelm von Hofmann am Royal College of Chemistry .
Später wurde das Royal College of Chemistry  in Normal School of Science umbenannt.
Im Jahre 1868 wurde Frankland in eine königliche Kommission zur Untersuchung der Gewässerverschmutzung und für Überlegungen zur Wasseraufbereitung berufen.
Im Jahr 1873 starb seine Frau. Im Jahr 1885 legte er seine Professur nieder und zog sich auf seinen Landsitz The Yews in Reigate, Grafschaft Surrey zurück.
Er war Mitglied des X-Clubs.
Frankland verstarb während eines Urlaubsaufenthaltes in Norwegen. Er wurde in Reigate beigesetzt. Sein Sohn Percy Faraday Frankland war ebenfalls Chemieprofessor.

## Wissenschaftliches Werk
Als Frankland seine Arbeiten begann, waren noch keine Strukturformeln bekannt, grundlegende Entdeckungen zur Darstellung von chemischen Verbindungen und funktionellen Gruppen waren noch unbekannt.
Kolbe und Frankland wollten zunächst die Radikaltheorie von Jöns Jacob Berzelius bestätigen.
Die Fortentwicklung der Radikaltheorie war die Paarungstheorie.
Pelouze hatte im Jahr 1834 durch das Erhitzen von basischem Ethylsulfat mit Kaliumcyanid eine Verbindung erhalten, die er als Cyanwasserstoffether (Propylnitril) bezeichnete. Von Alkali wurde die Verbindung kaum angegriffen.
Ein Jahr später wurde von Jean Baptiste Dumas und Peligot das Methylnitril (Acetonitril) durch Erhitzen von Dimethylsulfat und Kaliumcyanid erhalten.
Im Jahr 1844 hatte Hermann Fehling aus Ammoniumbenzoat nach trockener Destillation eine Substanz erhalten, die er Benzonitril nannte.
Nach Kolbe und Frankland paarte sich die Oxalsäure (Carboxygruppe) mit einem Phenylradikal zu Benzoesäure, mit einem Methylradikal zu Essigsäure, mit einem Ethylradikal zur Propionsäure. Die beiden Forscher behaupteten im Jahr 1847 eine Nitrilgruppe verhielte sich ganz ähnlich wie die Oxalsäure (Carboxygruppe).
Kolbe und Frankland folgten der Darstellung von Pelouze. Sie erhielten sehr sauberes Acetonitril.
Auch Propylnitril erhielten sie in sehr reiner Form.
Die beiden Verbindungen konnten sie in die Essig- und Propionsäure durch Erhitzen in Lauge umwandeln.
Zu gleicher Zeit entwickelte auch Dumas ein gutes Verfahren zur Darstellung von Acetonitril durch das Erhitzen von Ammoniumacetat mit Phosphorpentoxid.
Frankland stellte 1848 zusammen mit Hermann Kolbe den ersten synthetischen Heterozyklus aus Propionitril und elementarem Kalium, das Kyanäthin (oder moderner 4-Amino-2,6-diethyl-5-methylpyrimidin) her, dessen Struktur damals noch nicht aufgeklärt werden konnte.
Nach Überlegungen von Bunsen zur Isolierung des reinen Methylradikals tröpfelten Frankland und Kolbe das Acetonitril auf etwas Kalium. Das entstandene unbekannte Gas wurde nach der Methode von Bunsen untersucht. Statt des erwarteten Methylradikals entstand jedoch ein Gas mit der gleichen chemischen Zusammensetzung wie das Methylradikal – jedoch mit dem doppelter Molmasse, es war das Ethan.
Durch gleichzeitige Einwirkung von Chlorgas auf das entstehende Gas erhielten sie ein chlorhaltiges Gas (Methylchlorid), das sich nicht wie Ethylchlorid in einem Eisbad isolieren ließ.
In dieser Phase der Entwicklung wurde das Atomgewicht von Kohlenstoff in organischen Stoffen noch fehlerhaft interpretiert. In den chemischen Formeln erschienen daher zwei Kohlenstoffatome für Ameisensäure, Methanol und vier Kohlenstoffatome für Essigsäure.
Bislang war nur das Ethylchlorid bekannt, das damals noch als Methylchlorid angesehen wurde.
Daher deuteten Kolbe und Frankland das entstandene Produkt falsch.
Charles Gerhardt vermutete, dass bei der Reaktion von Acetonitril auf Kalium nicht Ethylchlorid entstanden sei, sondern das Methylchlorid.
Ebenfalls im Jahr 1848 stelle Frankland auch die erste zinnorganische Verbindung, das Diethylzinndiiodid, als eine klare, farblose Flüssigkeit her, welche er durch Umsetzung von Ethyliodid mit elementarem Zinn erhielt.
Während Kolbe nun nach Braunschweig ging um das Handbuch für Chemie anzufertigen, blieb Frankland bei Bunsen in Marburg. Frankland stellte das Ethyliodid her, um das Radikal Ethyl zu isolieren. Ähnlich wie bei der Untersuchung von Acetonitril auf Kalium, hoffte Frankland mit einem aktiven Metall das Ethyliodid in das Radikal zu zerlegen. Er schmolz das Ethyliodid mit Zink in ein Glasröhrchen ein und erhitzte das Glasröhrchen. Dabei erhielt er ein Gas, das tatsächlich die chemische Zusammensetzung eines Ethylradikals besaß.
Der Versuch wurde mit Methyliodid und Zink wiederholt. Dabei entstand ein Gas, das die chemische Zusammensetzung eines Methylradikals (tatsächlich Ethan) besaß.
Der kristalline Rückstand im Röhrchen wurde von Frankland geprüft. Mit etwas Wasser entstand sofort Methangas.
Der kristalline Rückstand wurde von Frankland destilliert, dabei erhielt er eine Verbindung, die er als Zinkmethyl (Dimethylzink) bezeichnete.
Auch mit Zinkethyl (Diethylzink) führte Frankland die Destillation aus.
Während Frankland zu diesem Zeitpunkt noch an die Isolierung der reinen Methyl- und Ethylradikale glaubte, wurde von Laurent und Gerhardt die Ansicht vertreten, dass die Formeln (statt Methylradikal Ethan, statt Ethylradikal Butan) verdoppelt werden müssten.
August Wilhelm von Hofmann konnte aufgrund der Siedepunkte diese Behauptung unterstützen.
Das Zinkethyl spielte eine wesentliche Rolle bei der Molekültheorie nach Stanislao Cannizzaro.
Im Jahr 1852 sagte sich Frankland auch von der Paarungstheorie los.
Er entwickelte die Theorie der Sättigungskapazität der chemischen Elemente.
Die Elemente Zink, Zinn, Arsen, Phosphor, Stickstoff, Antimon, Quecksilber wurden von ihm bezüglich der Bindungsfähigkeiten zu Sauerstoff und Ethylradikalen untersucht.
Frankland konnte zeigen, dass Stickstoff, Phosphor und Arsen sowohl fünf als auch drei Äquivalente binden können.
Die Sättigungskapazität war der gedankliche Vorläufer für die Atomigkeit und der späteren Valenz.
Nach 1851 übernahm Frankland wissenschaftliche Arbeiten im öffentlichen Interesse.
Die Technik der Heiz- und Leuchtgasindustrie wurde von ihm untersucht. Er gab Empfehlungen für die Fabrikations- und Reinigungsmethoden des Leuchtgases. Im Jahr 1854 untersuchte er die Lichtstärke eines von ihm entwickelten Brenners, 1862 wurden von ihm die Lichtstärke und die Zusammensetzung des Leuchtgases untersucht.
Ab 1865 gab er Anregungen zur Verbesserungen der Lage von Abwässern im Industrie- und Wohnbereich sowie der Versorgung der Haushalte mit frischem Trinkwasser. Er führte sowohl chemische als auch bakteriologische Wasseranalysen durch und verbesserte die Untersuchungsmethoden.
Ab 1875 verfasste er jährliche Berichte über die Lage des Trinkwassers im Wohnbereich und über die Verunreinigungen der Flüsse.
Neben diesen technischen Aufgaben im öffentlichen Interesse fand er mit seinem Mitarbeiter Baldwin Francis Duppa Zeit für chemische Forschungen.
Duppa und Frankland stellten aus Zinkalkylen die Bortrialkylverbindungen (Triethylbor) her, die unter Luftzutritt in gemischte Boralkylester übergingen.
Essigester setzten Frankland und Duppa mit Natrium und Ethyliodid zum Buttersäureethylester bzw. deren dialkylierten Derivat um. Dabei erhielten sie auch Acetessigester.
1859 nahm er an einer Expedition John Tyndalls auf den Mont Blanc teil. Er untersuchte, wie sich eine Kerzenflamme bei Veränderung des Luftdruckes verhält, stellte jedoch fest, dass die Abbrennrate unbeeinflusst vom Luftdruck blieb. Er fand allerdings heraus, dass auf dem Gipfel das Licht der Kerze sehr schwach wurde.
Frankland gehörte zu den Entdeckern des Heliums. Er stellte 1868 im Sonnenspektrum eine gelbe Linie fest, die zu keinem bis dahin bekannten Stoff gehörte und mit einem hypothetischen Element, dem damals noch unbekannten Helium, erklärt wurde.

## Auszeichnungen
1853 wurde er als Fellow in die Royal Society gewählt, 1887 und 1888 war er Vizepräsident der Royal Society. Die Royal Society verlieh ihm 1857 die Royal Medal und 1894 die Copleymedaille.
Die Chemical Society wählte ihn 1871, das Institut of Chemistry bei seiner Gründung zum Präsidenten. 1866 wurde er korrespondierendes Mitglied und 1895 associé étranger der Académie des sciences in Paris. 1869 wurde er zum auswärtigen Mitglied der Bayerischen und 1873 der Göttinger Akademie der Wissenschaften gewählt. 1875 wurde er als korrespondierendes Mitglied in die Preußische Akademie der Wissenschaften und am 3. Dezember 1876 in die Russische Akademie der Wissenschaften in St. Petersburg aufgenommen. 1884 wurde er Ehrenmitglied (Honorary Fellow) der Royal Society of Edinburgh.
Im Jahre 1897 wurde Edward Frankland als Knight Commander des Order of the Bath (KCB) geadelt.

## Schriften
- Ueber die Isolirung des Aethyls. Inaugural-Dissertation, welche mit Genehmigung der philosophischen Facultät zu Marburg zur Erlangung der Doctorwürde einreicht Edward Frankland aus Lancaster. Marburg, 1849. Druck von George [sic!] Westermann in Braunschweig. [45 Seiten].